# Salvatore Bono
Salvatore Bono (Campobello di Mazara, 23 aprile 1920 – Campobello di Mazara, 28 maggio 1999) è stato un militare italiano, decorato con la Medaglia d'oro al valor militare.

## Biografia
Conseguito il diploma magistrale a Partanna, nel 1939 dovette interrompere gli studi poiché venne chiamato al servizio militare all'inizio della seconda guerra mondiale.
Col grado di sottotenente di complemento di fanteria, venne inizialmente inviato in Jugoslavia, per essere poi assegnato al "gruppo scorta tradotte e vigilanza treni" in varie stazioni, fino ad arrivare nel 1942 in un reparto di fanteria della IV Armata alla stazione di Nizza, dove partecipò alla costituzione del Costamiles di Nizza-Ville in occasione della occupazione italiana della Francia meridionale.

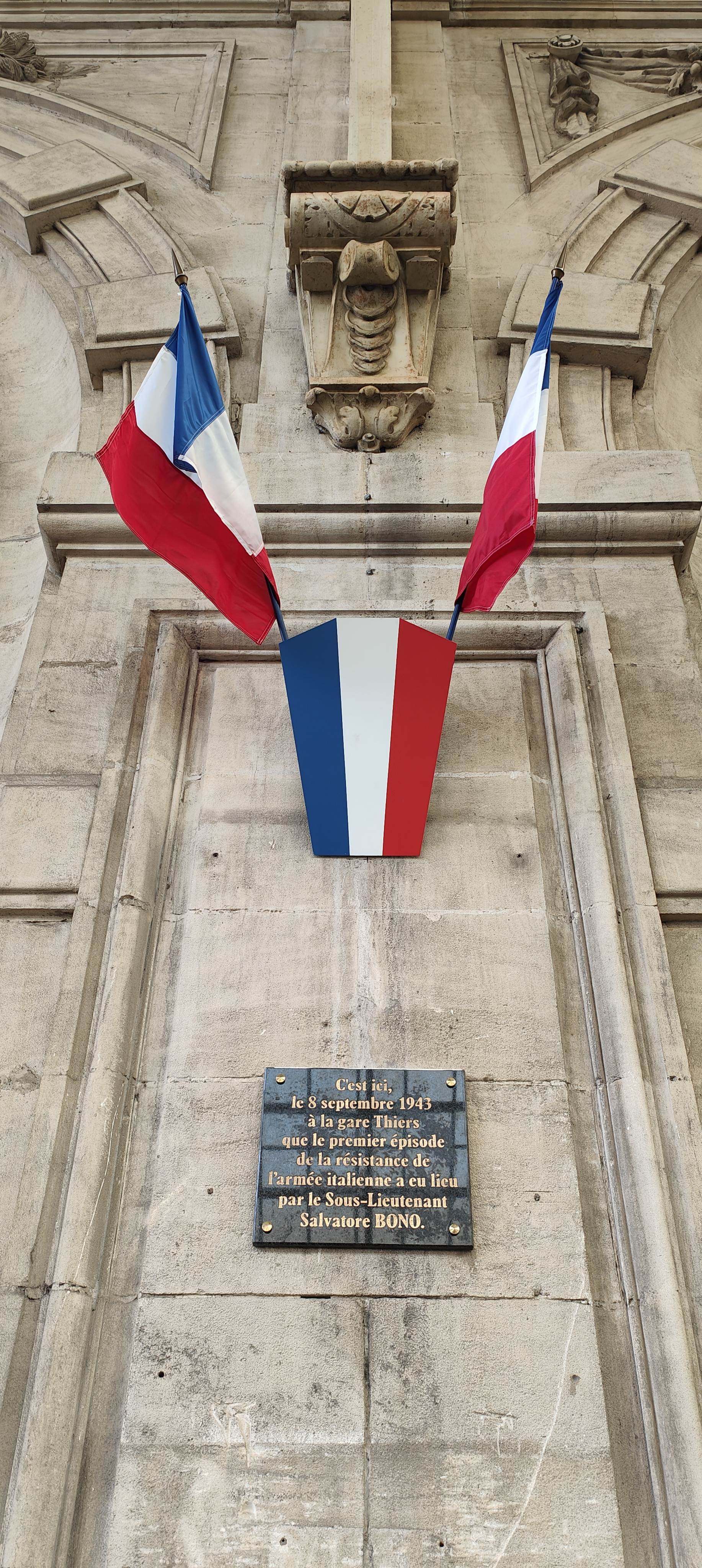
Targa posta sul binario A della stazione Nice Ville

### Lo scontro di Nizza
L'8 settembre 1943, in seguito alla notizia dell'armistizio di Cassibile, i reparti tedeschi iniziarono a disarmare tutte le postazioni italiane che si trovavano lungo la ferrovia.
In serata circa una settantina di tedeschi si recò presso la stazione centrale di Nizza, dove la piccola guarnigione era comandata dal capitano Carlo Breviglieri ed affidata al sottotenente Salvatore Bono. Il capitano tedesco, con un uomo di scorta, penetrò all'interno dello stanzone ove era stato costituito il comando e pretese la resa incondizionata dei militari italiani e la consegna delle armi. Il capitano Breviglieri rifiutò l'intimazione e, a un segnale convenuto, fece aprire il fuoco sull'ufficiale tedesco e la sua scorta. Salvatore Bono, per primo, aprì il fuoco contro l'ufficiale e l'uomo di scorta che gli si trovava vicino.
(Dalla relazione di Salvatore Bono)
L'attacco di Bono scatenò la reazione tedesca contro i militari italiani di presidio e tra i primi cadde il capitano Breviglieri. Bono, insieme a pochi altri, cercò rifugio in uno sgabuzzino, da dove riuscì a sorprendere e a disarmare un ufficiale tedesco entrato all'interno per prenderli prigionieri. Impugnata una bomba a mano, Bono si preparò a scagliarla contro i militari tedeschi che nel frattempo stavano penetrando nello stanzone del Comando, ma fu da questi anticipato. Infatti fu investito dalla deflagrazione di una granata tedesca che fece deflagrare anche quella che aveva in mano Bono perse il braccio destro e l'occhio sinistro.
Ferito gravemente, fu ricoverato presso il nosocomio civile San Rocco, ma dopo alcuni giorni i tedeschi lo deportarono al campo di concentramento di Pierrefeu du Var.

### Tra convalescenza e resistenza
Nel dicembre dello stesso anno, essendo ancora in regime di deportazione, riuscì ad ottenere un permesso per raggiungere Nizza, allo scopo di sottoporsi ad ulteriori cure. In quella città restò molti mesi e, con il pretesto di essere stato nominato addetto culturale presso il consolato italiano della RSI, evitò di essere riconsegnato ai tedeschi.
Nel 1944, ricercato dalla Gestapo, ritornò in Italia passando per Genova (nei giorni del bombardamento), Alessandria e Vercelli, fino a raggiungere Milano, dove viene riassunto dall'esercito come ufficiale a disposizione.
L'anno successivo, a Stresa, ebbe il primo incontro con il comandante “Renato” (Renato Boeri, comandante della 7ª Brigata "Paolo Stefanoni" della Divisione Valtoce) , che guidava la brigata partigiana, di cui entrerà a far parte ufficialmente, anche se solo per alcuni giorni.
Riuscito a raggiungere Roma, nel giugno 1945 venne ricoverato presso il centro mutilati San Carlo, dove rimase fino al 1947, anno in cui prese servizio presso il consolato generale d'Italia a Marsiglia.

### Dopo la guerra
Dopo qualche mese si fece trasferire all'Ufficio Archivi di Nizza, dove rimase per un trentennio.
Intanto si era laureato in Pedagogia a Genova ed il 15 aprile 1947 gli era stata conferita la Medaglia d'oro al valor militare.
All'inizio degli anni sessanta, nonostante fosse privo della mano destra e di un occhio, aveva cominciato a dipingere, sviluppando un personalissimo stile caratterizzato da quelle che il critico Disma Tumminello definì “figurazioni fitomorfe” atte ad esprimere “il desiderio inconscio di ritorno alla natura”.
Le sue opere sono state esposte alla "Galerie Internationale" di Nizza.
È deceduto a 79 anni, in Sicilia, a Campobello di Mazara il 28 maggio 1999.

## Riconoscimenti
La città di Nizza ha onorato l'8 settembre 2023 (presente il sindaco Estrosi), con una targa sulla facciata interna del binario A, questo valoroso militare italiano che aveva resistito coi suoi commilitoni all'assalto nella stazione di una settantina di soldati nazisti che avevano preteso la resa immediata.